# Gävle högre allmänna läroverk
Gävle högre allmänna läroverk var ett läroverk som var verksamt i Gävle från 1850 till 1968.

## Historia
Skolan räknar sina anor tillbaka till 1557, då en prästskola inrättades i samband med att en ordinarius (underbiskop) placerades i Gävle på order av Gustav Vasa. Vasaskolan är därmed Norrlands äldsta skola. Skolverksamheten utökades 1668 då det beslutades att det år 1640 inrättade Stockholms gymnasium skulle flyttas till Gävle.
1820 genomfördes en skolreform som innebar att apologistklassen avskaffades och Trivialskolan fick en ny beteckning, lägre lärdomsskola samtidigt som gymnasiet fick beteckningen högre lärdomsskola. 1850 slogs trivialskolan samman med gymnasiet till ett (högre) elementarläroverk. Från 1878 var namnet Gävle högre allmänna läroverk.
1966 kommunaliserades skolan och fick då namnet Vasaskolan, redan 1914 föreslog dåvarande ärkebiskopen Nathan Söderblom att skolan borde heta Vasaskolan. Studentexamen gavs från 1864 till 1968 och realexamen från 1907 till 1966.

### Skolbyggnader
Läroverket har under sin långa historia varit inrymd i en lång rad lokaler i staden. Från starten till 1569 låg skolan antingen vid kyrkan eller vid Smäckbron som var en bro till Alderholmen och som låg där Grand Hotel finns idag.
1569 brann Gävle ned och samma öde drabbade Vasaskolan. Den nya skolan byggdes öster om kyrkan där skolan inrymdes i en liten träbyggnad, närmast en stuga fram till 1669. Då Stockholms gymnasium flyttades till Gävle behövdes större lokaler som byggdes på samma plats och kunde 1671 invigas av ärkebiskop Stigzelius med en klangdikt av poeten och den f.d. eleven Lars Wennaesius. Byggnaden fick snart både glasfönster, kaminer i varje rum och ett torn med en klocka.
Med tiden blev träbyggnaden mycket sliten och då riksdagen hölls i Gävle 1792 sammanträdde prästeståndet i gymnasiesalen och bondeståndet i Trivialskolans sal. Skolan var då ”ett uselt och förfallet trähus, fullt av drag och olidligt kallt”. Byggnaden finns fortfarande kvar då den såldes till en bonde i Hemlingby.
1816 flyttade skolan till en ny byggnad vid Gavleåns norra strand. Den ansågs väl anpassad för undervisningsbruk och förbättrades ständigt fram till 1869 då den stora stadsbranden slukade gymnasiebyggnaden.
Några år efter branden kunde man 1873 ta i bruk en byggnad på den plats skolan ligger idag vid Norra Kungsgatan. Den hade ritats av Mårten Albert Spiering. 1912–1914 byggdes skolan om enligt stadsarkitekt Erik Alfred Hedins ritningar, den breddades och fick ytterligare två våningar. Vid invigningen 1914 kom ärkebiskop Nathan Söderblom med förslaget att skolan borde heta Vasaskolan efter sin grundare.
1948 fick skolan en idrottslokal vid Norra skolan, ett tidstypiskt funkishus. Under utbildningsexplosionen under 1950- och 1960-talet behövde skolan nya lokaler en del av dem finns i nedanstående förteckning.
Byggnadskronologi i urval:
- –1569 Byggnad vid kyrkan eller Smäckbron
- 1569–1669 Trivialskola vid kyrkan
- 1671–1816 Gymnasiet och Trivialskolan i gemensam byggnad vid kyrkan
- 1816–1869 Gemensamma lokaler vid Gavleån
- 1869–1873 Provisoriska lokaler på söder, vid Navigationsskolan
- 1873–1912 Läroverksbyggnad vid Norra Kungsgatan
- 1912–1914 Provisoriska lokaler, bl.a. i nuvarande Borgarskolan
- 1914– Utvidgad byggnad med 1873 års läroverk som grund

## Alumner från Vasaskolan
- Abraham Angermannus 1558, ärkebiskop
- Johan Bure 1585, fornforskare, riksarkivarie, poet
- Hans Rizanesanders cirka 1590, matematiker, läroboksförfattare
- Jonas Hambraeus 1608, professor i orientaliska språk i Paris
- Abraham Bäck 1730, läkare, sjukvårdsreformator
- Johan Liljencrantz 1748, finansminister
- Erik Acharius 1773, Linnés siste lärjunge
- Olof af Wannquist 1780, polismästare, underståthållare
- Immanuel Nobel d.y. 1811, uppfinnare
- Jonas Offrell 1825, uppfinnare
- Göran Fredrik Göransson 1833, Sandviks grundare
- Christian Lundeberg 1858, statsminister
- Hans Forssell 1859, finansminister, akademiledamot
- Leonard Magnus Wærn 1864, filosof och skolman
- Victor Emanuel Lennstrand 1881, fritänkare
- Eliel Löfgren 1891, advokat, justitieminister, utrikesminister, partiledare
- Elisabet Petersson 1897, zoolog
- Paul Petter Waldenström 1904, lärare
- Gerda Boëthius 1910, konsthistoriker
- Bengt Westerlund 1939, astronomiprofessor
- Dagmar Lange 1940, lärare
- Ove Rainer 1944, justitieministerrra idrottshuset
- Inga-Britt Ahlenius 1958, generaldirektör
- Stephan Rössner 1961, professor
- Göran Sommardal 1966, författare, sinolog
- Gunnar Lund 1966, diplomat, ambassadör, minister
- Ove Joanson 1966, journalist, chef för SR
- Michael Johansson 1967, Tom & Mick & Maniacs
- Leif Walter 1968, Mora träsk